# Fornham St Genevieve
Fornham St Genevieve est un village et une paroisse civile du Suffolk, en Angleterre.